# 贈る言葉
「贈る言葉」（おくることば）は、日本のフォークバンド・海援隊のメジャー9作目（通算14作目）及びメジャー18作目（通算23作目）のシングル。

## オリジナル盤

### 概要
- 前作「JODAN JODAN」から4か月ぶりにして、アルバム『倭人傳』からの先行シングル。
- 表題曲はメンバーの武田鉄矢主演のテレビドラマ『3年B組金八先生』の主題歌に起用され、自身初のドラマタイアップを手掛けた。
- オリコンチャート最高位1位を獲得。自身初の首位を記録し、2作連続での圏内入りを果たした。

### 収録曲
1. 贈る言葉 [4:05]
作詞：武田鉄矢
作曲：千葉和臣
編曲：惣領泰則
武田が失恋した時の思いを書いた楽曲。同時に「あんたが大将」同様にニューミュージックへの対抗心も含まれており、武田は後に「『求めないで優しさなんか臆病者の　言いわけだから』のフレーズは、ニューミュージックのキャッチコピーで多用されていた『優しさに包まれ』『優しさにあふれ』というワードに対し自分たちはフォークなんだと主張したかった」と懐古している[1]。
曲のタイトルは、「60年代の芥川賞の柴田翔の作品に『贈る言葉』がある」と「あっ、これだ！いつか使おうと思った」と話した。
歌詞の「人は悲しみが多いほど、人には優しくできるのだから」の部分については「女性に振られて泣いていると、振られると必死に落ち着くために本を読むんです。実は太宰治の言葉なんです」と話した。
また、千葉はこの楽曲について「本当はテレビドラマの主題歌のために制作したわけじゃなかったが、前半だけ完成していたメロディを聴いたポリドール・レコードの音楽ディレクターが気に入り起用された」と語っている[1]。
2. 踊り子 [3:40]
作詞：武田鉄矢
作曲：伊藤薫
編曲：佐孝康夫

## 再発盤

### 概要
- 前作「心が風邪をひいたようで」から6か月ぶりのシングル。
- レコード規格で発売され、後にCD規格で再々発売された。
- CD規格にはCDミニアルバム・ベスト4と題されている[注 1]。

### 収録曲
1. 贈る言葉 [4:05]
作詞：武田鉄矢
作曲：千葉和臣
編曲：惣領泰則
2. 人として [3:37]
作詞：武田鉄矢
作曲：中牟田俊男、千葉和臣
編曲：大村雅朗
メジャー12thシングルの表題曲。
3. 故郷未だ忘れ難く [3:40]
作詞：武田鉄矢
作曲：中牟田俊男
編曲：小谷充
インディーズ3rdシングルの表題曲。CD規格のみ収録されている。
4. 思えば遠くへ来たもんだ [4:23]
作詞：武田鉄矢
作曲：山木康世
編曲：若草恵
メジャー7thシングルの表題曲。CD規格のみ収録されている。

## タイアップ
- TBS系列金曜ドラマ『3年B組金八先生』第1シリーズ主題歌 (#1)

## 収録アルバム
- 倭人傳（1979年、1989年、2002年）
- 涙、自ら拭い去る時（1996年）
- 12の風景（1986年、2002年）
- 航海誌（1983年、1986年、2002年）
- EPILOGUE（1984年）
- 全曲集（1988年）
- 贈る言葉 海援隊ベスト・ヒット（1991年）
- 海援隊 全曲集〜贈る言葉、人として（1991年）
- 贈る言葉（1993年）
- 海援隊 全曲集（1994年）
- 涙、自ら拭い去る時（1996年）　※アコースティックヴァージョンを収録。
- 「祝、卒業」〜金八先生主題歌集〜（1998年）　※武田鉄矢ソロ音源にコーラスなどを加えたアレンジを収録。
- ベスト・コレクション〜漂白浪漫/心をこめて回天篇 （2002年）　※テイチクレコード時代（ブラックレコードレーベル）に発売されたアルバムにボーナストラックとしてポリドール・レコード時代の音源が数曲収録されており、ソロ音源を収録。
- 光陰矢のごとし-3年B組金八先生主題歌集- (#1,1 アコースティックヴァージョン)
- 3年B組金八先生主題歌集 (#1,1 オリジナル・カラオケ)
- 桜中学音楽大全集（2006年）
- 3年B組金八先生 THEME SONG COLLECTION（2008年）

ライブ音源
- 一場春夢（1989年、1994年、2002年）
- 始末記（1982年、1986年、2002年）
- ラストライブ（1983年、2002年）
- 回想録（1986年）
- Acoustic Live〜君の住む町へ〜（2001年）

## 武田鉄矢のシングル
「贈る言葉」（おくることば）は、日本の歌手・武田鉄矢の7作目のシングル。

### 収録曲
1. 贈る言葉
作詞：武田鉄矢
作曲：千葉和臣
編曲：矢野立美
海援隊のメジャー9thシングルのリアレンジセルフカバー。
2. 声援
作詞：武田鉄矢
作曲：中牟田俊男
編曲：瀬尾一三
6thシングルの表題曲。
3. 贈る言葉 (オリジナル・カラオケ)
作曲：千葉和臣
編曲：矢野立美
表題曲のオリジナルカラオケバージョン。
4. 声援 (オリジナル・カラオケ)
作曲：中牟田俊男
編曲：瀬尾一三
カップリング曲のオリジナルカラオケバージョン。

### 収録アルバム
- 夢口上（1987年）
- 武田鉄矢全曲集（1988年）
- “The Best” TETSUYA TAKEDA（1989年）
- Tetsuya Takeda Collection（1990年）
- TETSUYA TAKEDA BEST SELECTION（1991年）
- 武田鉄矢大全集（1992年）
- スーパー・ベスト3〜贈る言葉（1993年）

## FLOWのシングル
FLOWのインディーズ3枚目のシングルとして2003年1月15日発売された。発売元はFun City Records。

### 音楽性

#### 贈る言葉
海援隊の原曲とは大きく異なり、青春パンク調で演奏されている。

#### 僕に捧げるバラード
「贈る言葉」とは対照的に自分に向けて歌った曲である。題名にバラードとあるが、バラード曲ではない。

### ミュージック・ビデオ
2003年発売シングル盤のミュージック・ビデオには、バンド全員の学生時代の友人と、特別ゲストとして『3年B組金八先生』の大森巡査（鈴木正幸）が出演している。

その他にも、2023年2月発売のアルバム『Voy☆☆☆』にボーナストラックとして収録されたセルフリメイク版「20周年アニバーサリーバージョン」のミュージック・ビデオでは金八先生を彷彿とさせる姿で現れた武田鉄矢との初共演が実現、初回特典版のBlu-rayでは、体育館で武田一人のために演奏をする「Music Video」のほかに、教室内で武田から各メンバーへこれまでの功績を称える証書を授与するミニドラマ形式の「Drama Video」とこれらの「Making Video」の3バージョンが収録。youtubeのFLOW公式チャンネルでも2023年1月1日のシングル盤ミュージック・ビデオ公開に合わせてティザー動画を公開、シングル発売から20周年の日にあたる同年1月15日にはアルバム発売に先駆けて「Music Video」と「Drama Video」が公開された。

「Drama Video」内では、シングル盤発売時に本曲のカバー及び大胆にバンドアレンジしたことに武田を含めた海援隊メンバーが快諾してくれたことや、この曲がFLOWの最初で最大のターニングポイントとなったことなどを、KEIGOから武田への感謝の言葉として綴っている。

### 記録
オリコンチャートにおいては、初登場順位は23位であったが、発売5週目（2003年2月24日付け）で6位にランクインし、累計27万枚以上の売上を記録した。
メジャー後のシングル含め、FLOW最大のヒット作となっている。

### 収録曲
1. 贈る言葉 [3:14]
  - 作詞：武田鉄矢、作曲：千葉和臣、編曲：TAKE & Seiji Kameda
  - TBS系『COUNT DOWN TV』2003年1月度エンディングテーマ
  - 12枚目のアルバム『Voy☆☆☆』に「贈る言葉 (20周年アニバーサリーバージョン)」というタイトルで再録されている。
2. 僕に捧げるバラード [4:48]
  - 作詞：KOHSHI, KEIGO、作曲：TAKE、編曲：FLOW
  - 中外製薬「グロンサン」WEB MOVIE主題歌 & TV-CFソング
3. 贈る言葉（言葉無し） [3:12]

### 収録アルバム
オリジナル
- 『SPLASH!!!〜遥かなる自主制作BEST〜』 (#1, #2)
  - #1はアルバムバージョンで収録。

ベスト
- 『FLOW THE BEST 〜Single Collection〜』 (#1)
- 『カップリングコレクション』 (#2)

## カバー
- 3年B組生徒一同（第4シリーズ） - 1996年、『3年B組金八先生 オリジナルサウンドトラック』（編曲：城之内ミサ）
- 杉並児童合唱団 - 2000年、アルバム『小学生のための ハロー! マイ・ソング (9) 高学年向き1』。その他子供向け合唱曲のコンピレーション・アルバムに収録
- 藤本美貴 - 2002年、アルバム『FOLK SONGS 3』（編曲：熊田豊）
- 上戸彩 - 2004年、シングル『風/贈る言葉』収録（編曲：Sin）
- 大橋トリオ - 2010年、アルバム『FAKE BOOK』
- 夕方五重奏団 - 2010年、NHK「クインテット」
- やなわらばー - 2011年、アルバム『泣唄 笑唄』
- 千葉和臣 - 2012年、アルバム『HERE I AM』
- Draft King - 2015年、シングル『贈る言葉』
- 双海亜美（下田麻美） - 2015年、アルバム『THE IDOLM@STER MASTER ARTIST 3 12 双海亜美』
- 河口恭吾 - 2013年、アルバム『昭和40年男たちのメロディー～君を好きだったあの頃3～』
- 沢知恵 - 2013年、アルバム『一期一会II』
- はやぶさ - 2019年、アルバム『歌謡カヴァーソングス2』
- 渡哲也 - 2019年、アルバム『石原裕次郎・渡哲也 プライベート』[注 2][7]